# Браун, Ева
Ева Анна Паула Бра́ун (нем. Eva Anna Paula Braun), в замужестве — Ева Гитлер (нем. Eva Hitler; 6 февраля 1912[…], Мюнхен — 30 апреля 1945[…], фюрербункер) — немецкая модель, фотолаборантка и фотограф, сожительница Адольфа Гитлера, с 29 апреля 1945 года — его законная супруга.
Согласно официальной пропаганде, у фюрера не было личной жизни, он денно и нощно посвящал себя немецкому народу. Информация о наличии у фюрера многолетней спутницы жизни держалась в Германии за семью печатями, об отношениях Гитлера с молодой блондинкой на должности его личного секретаря в штате Бергхофа знал лишь очень ограниченный круг приближённых. В стране ходили слухи, что у Гитлера в Бергхофе есть женщина, но без каких-либо деталей, и имя незнакомки стало известно только к концу войны. Отказ Гитлера жениться огорчал Еву Браун, но она воспринимала его как неизбежное следствие роли фюрера немецкого народа и тешила себя надеждами на будущее, когда любимый отойдёт от государственных дел, поселится в фюрерштадте Линце и не возьмёт с собой из прежней жизни никого, кроме фрейлейн Браун и собаки.

## Биография

### Семья
Ева Браун родилась в мюнхенской семье, проживавшей в трёхкомнатной квартире в Швабинге по улице Изабеллаштрассе, 45. Отец Фриц Браун, родом из Рейнской области, служил учителем в ремесленном училище. Мать Франциска Браун, урождённая Кронбергер, дочь окружного ветеринара из Верхнего Пфальца, до замужества работала портнихой на мюнхенской текстильной фабрике. У Евы была старшая сестра Ильза и младшая — Гретль. Все три дочери были крещены и воспитывались в католической вере с согласия отца-протестанта. Фриц Браун хотел, чтобы Ева тоже выучилась на портниху и работала в модном ателье в Берлине близ Городского дворца.
В 1914 году Фриц Браун ушёл добровольцем на фронт, служил в Сербии, а потом до конца апреля 1919 года — в военном госпитале в Вюрцбурге. После демобилизации Фриц Браун, приверженец монархии, вступил во фрайкор «Оберланд», освободивший Мюнхен от мятежников-коммунистов, позднее состоял в «Стальном шлеме». Франциска Браун осталась в войну одна с тремя детьми на руках, зарабатывала на жизнь шитьём солдатской формы и абажуров для настольных ламп, уволила горничную, сдала одну из комнат в квартире и не гнушалась выпрашивать хлеб в кафе и пивных.
Спустя одиннадцать лет брака в 1919 году Брауны разошлись, а 3 апреля 1921 года оформили официальный развод, дочери остались на попечении матери. Семья распалась предположительно из-за взаимного отчуждения супругов за годы проживания врозь. Тем не менее, разлука Браунов оказалась недолгой, и 16 ноября 1922 года они заключили брак повторно. Возможно, семейный союз скрепили послевоенный голод и гиперинфляция, заставившие Браунов держаться вместе, чтобы выжить. Материальное положение Браунов укрепилось в «золотые двадцатые». Фриц Браун сумел вернуть семье былое благосостояние. Брауны переехали в большую квартиру на Гогенцоллернштрассе, 93 в богемном квартале Швабинга. Благодаря полученному наследству через несколько лет в семье появился автомобиль BMW 3/15. Но счастье в дом Браунов так и не вернулось. По воспоминаниям лучшей подруги Герты Остермейер, отношения в семье были безрадостными, поэтому Ева почти всю свою юность провела в родительском доме подруги и ездила на каникулы к родне Остермейеров в деревню. Ева даже называла родителей Остермейер папой и мамой. В противовес этим высказываниям подруги дочери Франциска Браун описывала свою семейную жизнь журналисту Нерину Гану, первому биографу Евы Браун, в самых идиллических тонах, утверждая, что Ева выросла в здоровой обстановке родительского дома, которую не омрачила ни одна тень, «ни одна ссора».

Ева Браун со старшей сестрой Ильзой. 1913 год

В 1918—1922 годах Ева посещала народную школу, поначалу у бабушки и дедушки в Байльнгрисе, позднее в Мюнхене, затем училась в лицее на Тенгштрассе, поблизости от дома. По воспоминаниям учителей, смышлёная девочка не отличалась прилежностью и никогда не делала домашних заданий, тем не менее в её аттестате зрелости было много хороших оценок. Ева очень любила спорт, особенно лёгкую атлетику, и активные игры, и ни одна шалость в классе не обходилась без её участия. Уроки рисования и музыки, которые отец считал обязательными, наводили на девочку скуку. Ей нравились романы Карла Мая и проза Оскара Уайльда, киножурналы и сентиментальные любовные романы, джаз и американские мюзиклы. Её любимым актёром был Джон Гилберт, а любимой актрисой — Бригитта Хельм, на которую, как считалось, Ева немного походила. Она мечтала стать танцовщицей и киноактрисой, но в 1928 году её отправили на год учиться в Зимбах-ам-Инн на самой границе с Австрией, где в богатом традициями католическом институте «Мариенхёэ» несколькими годами ранее открылась школа домоводства. Институт «Мариенхёэ» был учреждён в 1864 году при старинном женском монашеском ордене, основанном англичанкой Мэри Уорд, потому был известен в Германии как «Институт английских девиц», а по всему миру славился своими высокими стандартами женского образования. Помимо домоводства и французского языка Ева Браун обучалась в Зимбахе бухгалтерии и машинописи, то есть получила профессиональное образование, что в то время было редкостью среди девушек из мелкобуржуазной среды. 22 июля 1929 года Ева Браун вернулась в родительский дом. Спустя несколько месяцев, в сентябре 1929 года она обнаружила в одной из мюнхенских газет объявление о вакансии ученика в фотоателье Генриха Гофмана, личного фотографа Гитлера. Собственный доход в 120 рейхсмарок вполне обеспеченной девушке был нужен для того, чтобы избавиться от унизительного контроля строгого и прижимистого отца.

### Знакомство с Адольфом Гитлером
В сентябре 1929 года 17-летняя Ева Браун устроилась на работу в фотоателье друга и личного фотографа лидера НСДАП Адольфа Гитлера Генриха Гофмана. Его «Фотодом НСДАП», получивший крупные партийные заказы, как раз переехал в центр Мюнхена, на Амалиенштрассе, 25, рядом с Одеонсплац. В то время многие девушки мечтали освоить профессию фотографа, чтобы пробиться в мир моды или прославиться в портретной фотосъёмке. Ева Браун не только увлекалась фотографией, но и с удовольствием позировала сама, в том числе прямо в конторе Гофмана. По словам Генриха Гофмана, Ева Браун начинала у него ученицей в фотолаборатории, а также помогала за прилавком, в конторе и на посылках по мелким поручениям. Работа, хоть как-то приближавшая её к миру кино, Еве понравилась.
Ева Браун познакомилась с Гитлером на работе всего спустя несколько недель, в октябре 1929 года. Со слов одной из сестёр, предположительно Ильзы, Нерин Ган указывает, что эта встреча могла состояться «в одну из первых пятниц октября». В этот день, как описывает в своей книге Ган, Ева Браун осталась сверхурочно разобрать документы. Гитлер вошёл в фотомастерскую вместе с Гофманом в тот момент, когда Ева забралась на лестницу, чтобы снять папку с верхней полки шкафа. Гофман представил ей «господина Вольфа» и попросил её сходить в трактир неподалёку за пивом и бутербродами с леберкезе, чтобы угостить гостя. За столом незнакомец «постоянно пожирал её глазами» и предлагал подвезти её домой на своём мерседесе, но девушка отказалась, опасаясь гнева отца. Позднее Гофман спросил уходившую домой Еву, не догадалась ли она, кто такой этот господин Вольф? Но Ева никогда не рассматривала продававшиеся у Гофмана фотопортреты членов НСДАП и не узнала Гитлера, пока Гофман не сказал ей сам: «Это Гитлер, наш Адольф Гитлер».
Между Гитлером и Евой Браун сразу возникла взаимная симпатия, и с этого времени при каждом визите в фотоателье 40-летний Гитлер с «австрийским шармом» осыпал 17-летнюю девушку комплиментами, целовал ей руки, дарил ей цветы, шоколадки и безделушки. На Рождество 1929 года Гитлер преподнёс Еве в подарок подписанный фотопортрет. Иногда Гитлер приглашал Еву Браун на обед или пикник за город, в кино или оперный театр. По воспоминаниям дочери Гофмана Генриетты, Еве Браун было сложно устоять перед трогательными комплиментами Гитлера: «Разрешите пригласить вас в оперу, фрейлейн Ева? Видите ли, я всегда пребываю в мужской компании, поэтому умею ценить счастье находиться рядом с дамой». На несовершеннолетнюю Еву демонстративные ухаживания известного политического деятеля производили неизгладимое впечатление. Чуть полноватая Ева села на диету, для сохранения фигуры зимой бегала на лыжах, летом занималась плаванием и гимнастикой, следила за последними веяниями моды и выбирала дорогую косметику. В 1930 году Гитлер поручил Борману проверить арийское происхождение семьи Евы Браун. До 1932 года отношения между Гитлером и Браун оставались платоническими. Генрих Гофман вспоминал, что девушка всячески пыталась их форсировать и рассказывала всем подружкам подряд, что «Гитлер в неё влюбился и она добьётся, чтобы он на ней женился». Но Гитлер не имел представления о намерениях Евы и не собирался вступать с ней в связь. Альберт Шпеер считал, что маленькая и изящная Ева Браун явно не соответствовала вкусу Гитлера, любившего высоких полноватых женщин. В послевоенных воспоминаниях, опубликованных в 1955 году, Гофман охарактеризовал отношения между Гитлером и Браун как «чрезвычайно неромантическое знакомство» и описал их скудно, в самых общих чертах.

### Любовные отношения

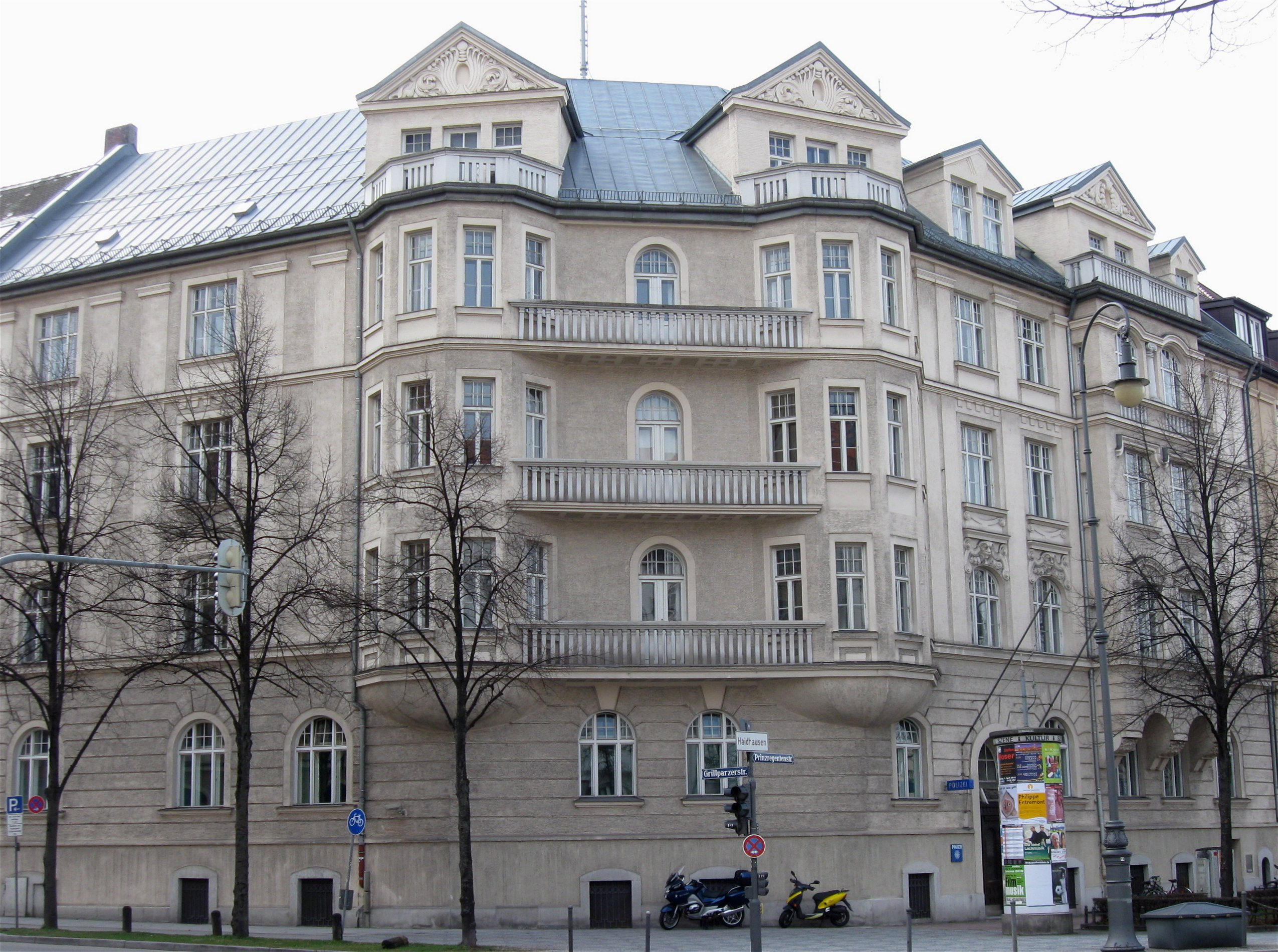
Мюнхен, Принцрегентенплац, 16. В здании, где находилась квартира Адольфа Гитлера, ныне размещается отделение полиции

При каждом удобном случае Гитлер в кругу товарищей по партии заявлял, что живёт исключительно политикой и отказывается от личной жизни, и вообще не планировал когда-либо вступать в брак. В личной беседе с начальником штаба СА Отто Вагенером Гитлер заявил: «У меня другая невеста — Германия! Я повенчан — с германской нацией, с её судьбой! […] Нет, я не могу жениться, я не имею права». По показаниям давнего товарища Гитлера Франца Ксавера Шварца на допросе в 1945 году, фюрер жил только работой и высказывался о личной жизни следующим образом: «От меня женщина вообще ничего не получит. Я не могу этим заниматься». Личному адъютанту Юлиусу Шаубу Гитлер откровенно признавался, что «никогда не женится», потому что у него «на это нет времени» и он «постоянно в разъездах». Тем не менее, отношения между Гитлером и Браун после 1931 года стали укрепляться, хотя насколько они стали ближе и как развивались, доподлинно не известно. Шварц считал, что Гитлер поддерживал с Евой Браун исключительно платонические отношения. Гофман был убеждён, что Ева Браун стала любовницей Гитлера лишь много лет спустя. Дочь Гофмана Генриетта считала, что интимные отношения у Гитлера и Браун начались зимой 1931—1932 годов. Экономка Гитлера Анни Винтер, проживавшая с мужем в квартире Гитлера на Принцрегентенплац, 16, подтверждала версию Генриетты Гофман. Со слов сестры, увидев фотографию с завтрака премьер-министра Чемберлена с Гитлером в его квартире, Ева захихикала: «Если бы он только знал, какая история у этого дивана!» Шофёр Гитлера Эрих Кемпка после войны заявлял, что знал Еву Браун с 1932 года, то есть на тот момент она уже присутствовала в окружении Гитлера.
Любовные отношения между Евой Браун и Гитлером, полностью погрузившимся в политическую борьбу, развивались неровно. Во время предвыборной кампании 1932 года Ева следила за происходящими событиями и видела своего тайного возлюбленного в основном в пропагандистских материалах в фотолаборатории Гофмана. По свидетельству Отто Вагенера, во время избирательной кампании 1932 года Гофман иногда брал с собой «свою маленькую лаборантку Еву Браун», «которую Гитлер был рад видеть вечерами за столом, чтобы немного отвлечься». На личные встречи у Гитлера не было времени. Даже после победы на выборах в рейхстаг нацелившийся на должность рейхсканцлера Гитлер позволил себе лишь несколько дней отдыха в Мюнхене и Берхтесгадене. Теперь лидер НСДАП проводил много времени в Берлине, где с февраля 1931 года останавливался напротив рейхсканцелярии в легендарной гостинице «Кайзерхоф» на Вильгельмплац, 4. Версия об изначальной договорённости Гитлера с любовницей о временных отношениях без обязательств не подтверждается документально, но, согласно многочисленным свидетельствам, 20-летняя Ева Браун в 1932 году пыталась совершить самоубийство, выстрелив в себя из отцовского пистолета.

### Попытка самоубийства
После войны разные люди из ближайшего окружения Гитлера и родственники Браун представили несколько версий этой попытки самоубийства Евы Браун. По показаниям Гофмана и Шираха, Ева стрелялась в ночь с 10 на 11 августа 1932 года в родительской квартире на Гогенцоллернштрассе. В драматические события оказался вовлечён зять Гофмана доктор Вильгельм Плате, которого ночью по телефону вызвала то ли сама Браун, то ли её шеф. Гитлер был вынужден отложить намеченный отъезд в Берлин, когда узнал об инциденте, либо случайно заглянув в фотоателье Гофмана, либо получив в Оберзальцберге прощальную записку от Евы. Справившись у Плате о состоянии здоровья девушки после ранения, Гитлер принял на себя заботу о ней.
Со слов Ильзы Браун Нерин Ган выдвинул иную версию событий, согласно которой Ева пыталась покончить жизнь самоубийством в ночь с 1 на 2 ноября 1932 года, когда её родители находились в отъезде. Ильза случайно заглянула в родительский дом, где и обнаружила окровавленную сестру. Ева сама вызвала врача, чтобы её отвезли в больницу. Пуля застряла в шее рядом с сонной артерией, и врач легко её удалил. Гитлер в это время находился в Берлине и приехал на машине в Мюнхен на следующий день, чтобы в сопровождении Гофмана навестить Еву в больнице. Он якобы сомневался в серьёзности суицидальных намерений Евы, но, удостоверившись у врача, что Ева целилась в сердце, заявил Гофману, что отныне будет заботиться о ней, чтобы такого больше не повторилось. Родителям Ева объяснила ранение неловким обращением с оружием.
Несмотря на все противоречия в показаниях, историки едины в оценке мотивов Евы Браун совершить самоубийство: чувствуя себя брошенной, она целенаправленно пыталась вернуть себе внимание отдалявшегося Гитлера и крепче привязать его к себе. Ева предусмотрительно обратилась за медицинской помощью не к другу сестры Ильзы доктору Марксу, а к доктору Плате, чтобы Гитлер обязательно и незамедлительно узнал о произошедшем от личного фотографа. Спустя всего лишь год после самоубийства племянницы Гели Раубаль, во время ожесточённой борьбы за кресло рейхсканцлера в условиях распространившегося культа фюрера Гитлер не мог себе позволить нового скандала в личной жизни, и ему пришлось навести порядок в недооценённых поначалу отношениях. Ева Браун заняла прочное место в жизни Гитлера. Эту попытку самоубийства Евы Гитлер счёл высшим выражением верности, обожания и самопожертвования. По воспоминаниям Гофмана, этот трагический случай показал Гитлеру, по его собственному признанию, что девушка его действительно любит, а на нём лежит моральная ответственность заботиться о ней. Жениться на Еве фюрер не собирался и о собственных чувствах к девушке никогда не распространялся, но ему нравилось, что, как и следует правильной подруге государственного деятеля, она не лезла в политику, как какой-нибудь «синий чулок».

### Полуофициальная любовница фюрера

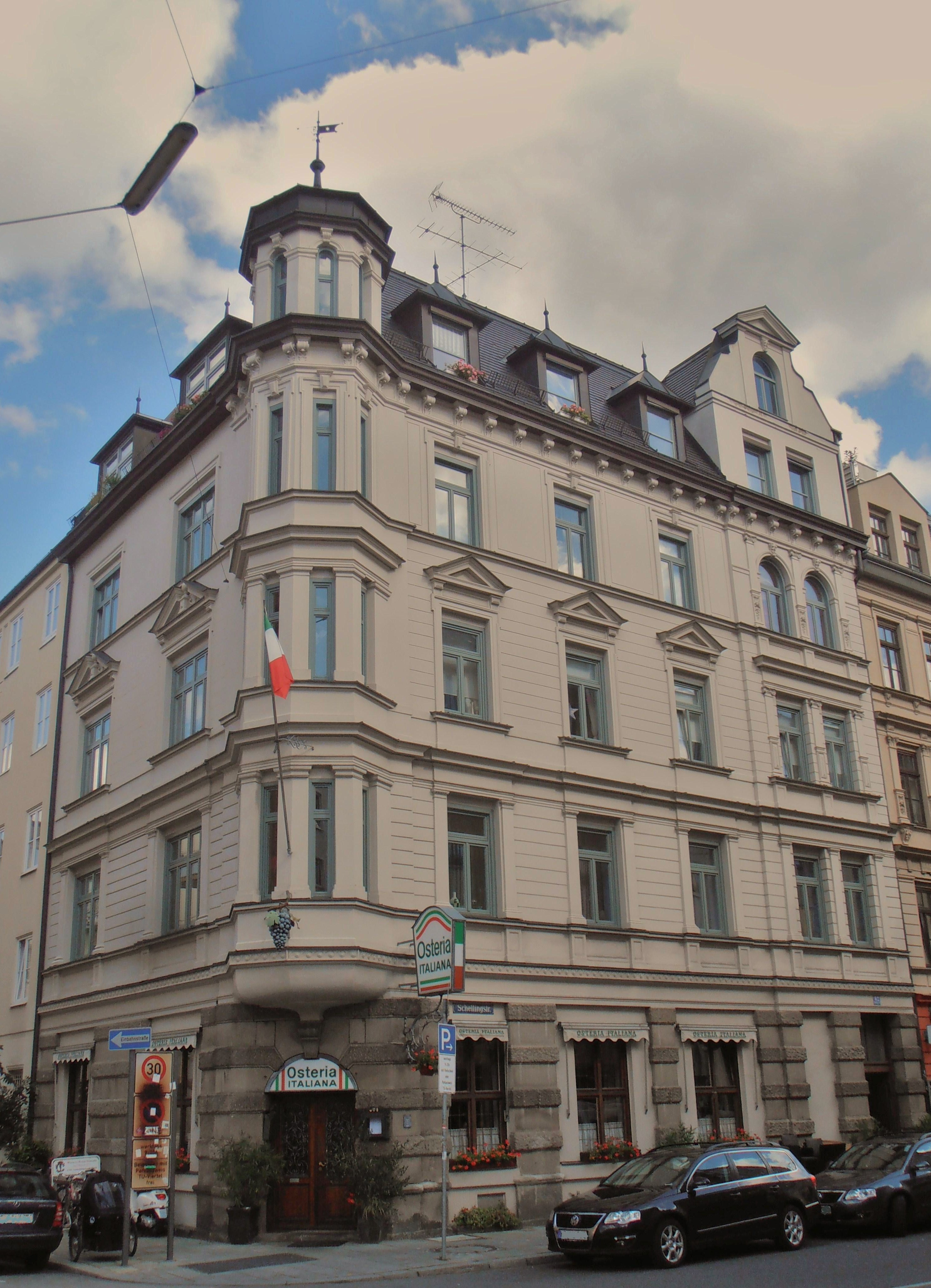
Мюнхен, Шеллингштрассе, 62. Ресторан Osteria Bavaria сейчас называется Osteria Italiana

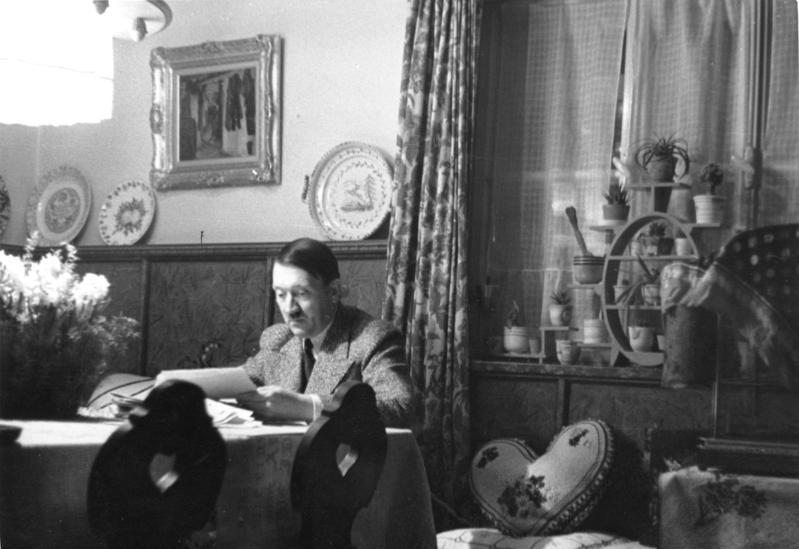
Гитлер работает с документами в Вахенфельде. 1936

Несмотря на перемены в отношении Гитлера к Еве Браун после попытки самоубийства, её общественное положение не изменилось. О связи Гитлера с 20-летней девушкой по имени Ева Браун знали только считанные посвящённые. Гитлер возвёл вокруг этой темы «стену молчания» и в столице продолжал играть роль одинокого холостяка. О том, что у Гитлера была женщина и он в конце жизни даже женился на ней, широкая общественность Германии узнала только в самом конце войны, и многие в стране в это отказывались верить. Ева Браун никогда не появлялась в официальном статусе рядом с Гитлером на публичных мероприятиях, её имя никогда не фигурировало в протокольных списках. От друзей по партии, их жён, адъютантов и персонала в близком окружении Гитлер уже не мог утаить своих отношений с Евой Браун. Согласно записям в гостевой книге в доме Эрнста Ганфштенгля, 1 января 1933 года Ева вместе с Гессами, Гофманом с Эрной Грюбке, адъютантом Брюкнером с Софи Шторк сопровождала Гитлера в мюнхенскую оперу на «Нюрнбергских мейстерзингеров» в исполнении оркестра под управлением Х. Кнаппертсбуша и позднее в той же компании приехала на кофе к Ганфштенглям. Эрнст Ганфштенгль уже встречал Еву Браун за прилавком в фотоателье Гофмана. Хорошо сложенная блондинка с голубыми глазами показалась Ганфштенглям приятной и дружелюбной, несколько беспомощной и нерешительной, они посчитали её всего лишь подругой одной из девушек в компании. В триумфальный для Гитлера день 30 января 1933 года Евы Браун, разумеется, не было рядом с ним в Берлине. По версии Нерина Гана, Ева узнала о назначении Гитлера рейхсканцлером дома от побиравшейся монахини, позвонившей в дверь квартиры Браунов на Гогенцоллернштрассе. Гитлер не смог бы поделиться своей радостью с ней, даже если бы захотел: у Браунов дома не было телефона. В надежде услышать голос возлюбленного Ева Браун ночевала на стульях в конторе фотомагазина Гофмана. Абонент по имени Ева Браун по адресу Гогенцоллернштрассе, 93 в мюнхенской телефонной книге появился лишь с 1 мая 1934 года, а до этого Гитлер звонил Еве из Берлина на домашний телефон её подруги Герты Остермейер. Телефонный аппарат установили в комнате Евы, и пользоваться им не разрешалось никому, кроме неё. Услышав телефонный звонок, Ева спешно запирала дверь или даже забиралась под одеяло.
В первые годы во власти, в 1933—1935 годах, Гитлер ещё часто бывал в своём любимом Мюнхене. Он не собирался отказаться от богемного образа жизни в Баварии и в течение 1933 года выкупил прежде арендованные квартиру на Принцрегентенплац и небольшой загородный дом Вахенфельд в Оберзальцбурге. В своём дневнике Геббельс сетовал, что в разгар избирательной кампании весной 1933 года Гитлер не проводил в Берлине даже 10—14 дней подряд. По словам домработницы, каждый раз, когда Гитлер приезжал в Мюнхен, в квартире на Принцрегентенплац появлялась Ева Браун. Иногда она поздно ночью возвращалась к себе, иногда оставалась ночевать в квартире Гитлера. Брауны-старшие не одобряли вольный образ жизни дочери с беспорядочными исчезновениями из дома по ночам и винили в этом работу Евы в фотодоме Гофмана. Мать пыталась выведать информацию у сестёр Евы, а отец бил кулаком по столу и возмущался, что дочери нет дома после десяти вечера. По воспоминаниям адъютанта Николауса фон Белова, Ева Браун наладила с домработницей Гитлера постоянный контакт, и та сразу извещала любовницу о прибытии Гитлера домой по телефону. В Мюнхене фюрер водил любовницу обедать в ресторан Osteria Bavaria, иногда приглашал к себе за город. Тогда по официальной версии для родителей Ева с маленьким зелёным чемоданом отправлялась в командировку по заданию «Фотодома Гофмана» и тайком садилась в присланный Гитлером серебристо-чёрный мерседес, ожидавший её на Тюркенштрассе, в нескольких метрах от фотоателье Гофмана. Альберт Шпеер вспоминал, что в целях маскировки закрытое авто с Евой Браун и двумя секретаршами Гитлера прибывало «на гору» в Оберзальцберг отдельно от основной автоколонны Гитлера.
В скромном тогда ещё домике Гитлера в Оберзальцберге обычно собиралось много гостей, но ночевать в нём оставались только Гитлер, Браун, адъютант и слуга, а гостей размещали на ночь в близлежащем пансионе «Платтерхоф». Гитлер и Браун на людях держали ненужную и неестественную дистанцию даже в узком кругу, где их отношения всё равно было не скрыть, а поздно вечером вместе поднимались в верхние покои. На общие прогулки с Гитлером в Оберзальцберге Ева выходила только в сопровождении секретарш и занимала место в самом хвосте компании. Шпееру Ева Браун в то время в Оберзальцберге запомнилась обычной мюнхенской девушкой, не столько красивой, сколько миленькой и свеженькой, с очень скромными манерами. Шпеер предполагал, что Ева Браун осознавала двойственность своего положения рядом с Гитлером и, чтобы скрыть смущение, проявляла сдержанность в общении с его окружением, которую многие принимали за высокомерие. После смерти дочери Гели в 1931 году единокровная сестра Гитлера Ангела Раубаль поселилась у него в Оберзальцберге на правах домоправительницы. Она сразу люто возненавидела Еву Браун, называла её не иначе как «глупой гусыней» и не упускала случая унизить: демонстративно не замечала присутствия Евы и не подавала ей руки при встрече, как того требует немецкий этикет, под любым предлогом мешала ей уединиться с Гитлером и подстраивала так, чтобы для Евы не осталось комнаты в доме и та была вынуждена ночевать в пансионе. В то время помимо Шпеера в близком кругу Гитлера к Еве Браун благосклонно относился только личный врач Карл Брандт: в плену у американцев он в своих показаниях утверждал, что Браун «никогда не лезла на первый план» и «знала своё место».

### «Дневник» Евы Браун

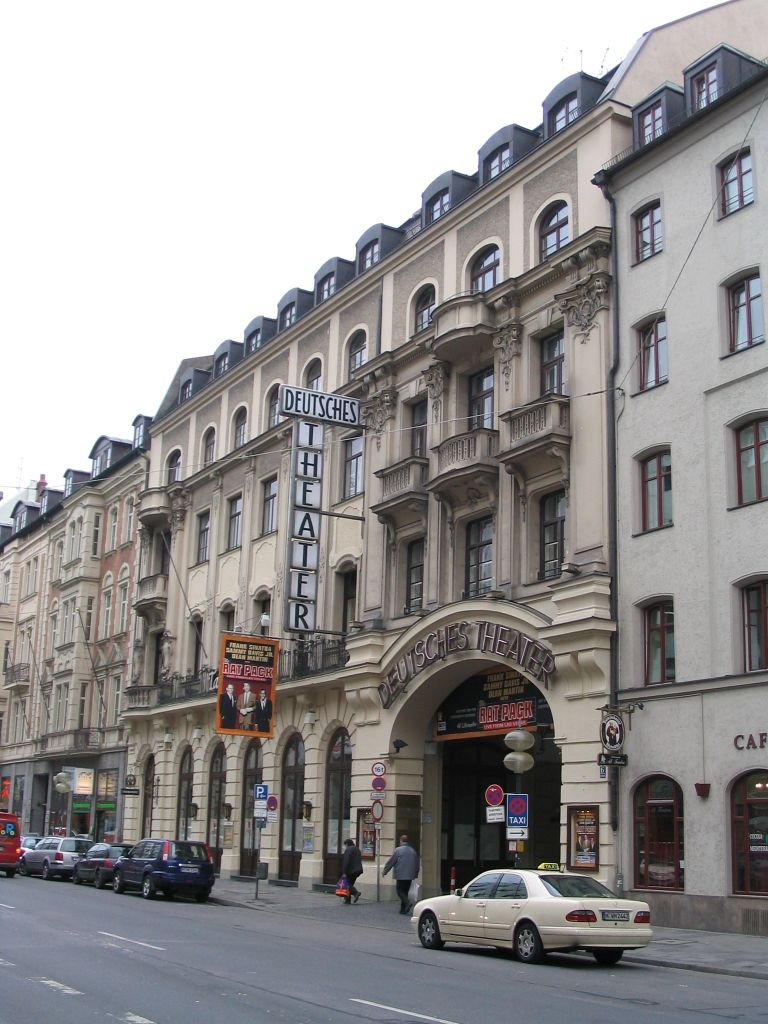
Мюнхен, Шванталерштрассе, 13. Немецкий театр (Мюнхен) — место проведения популярных в городе ежегодных костюмированных балов

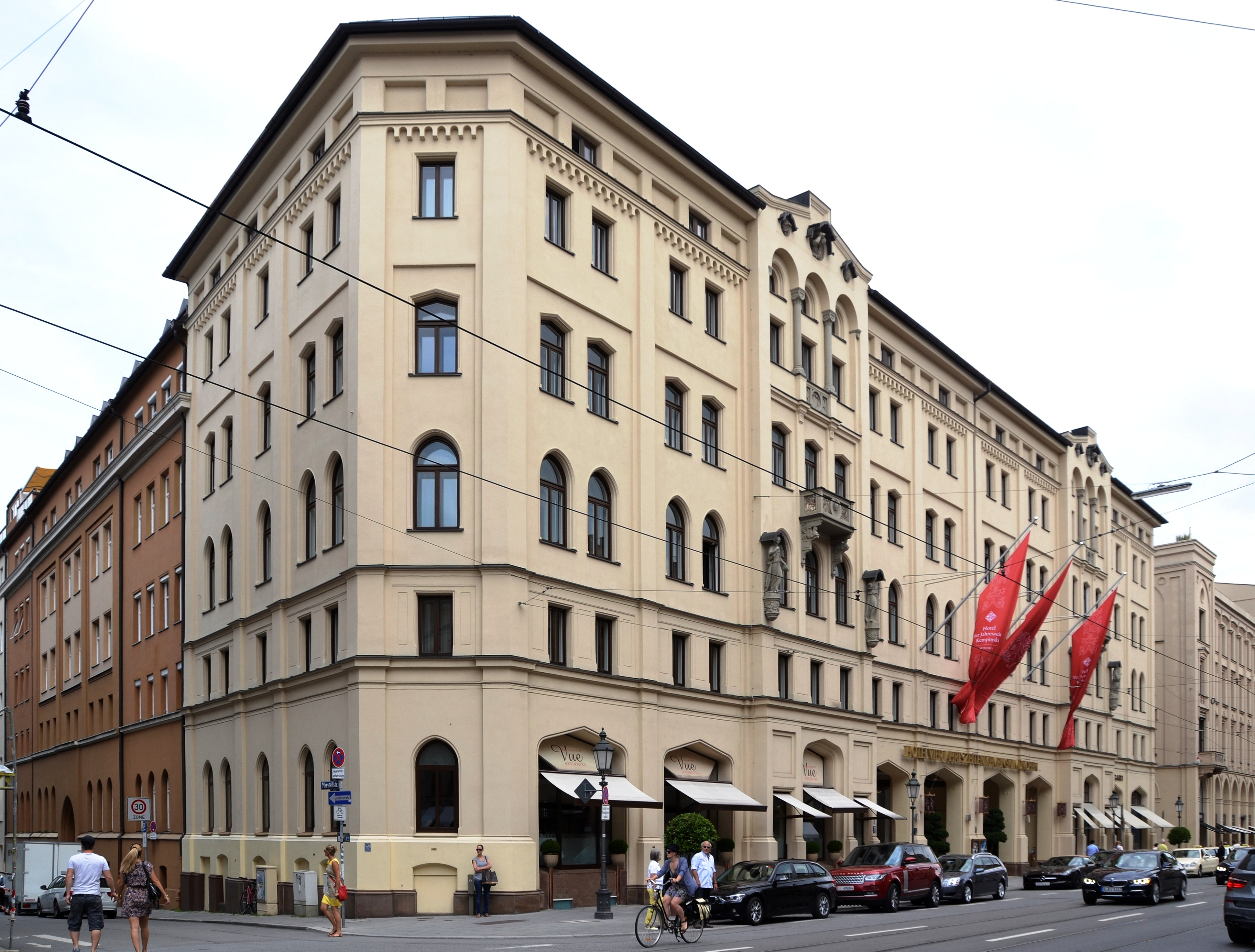
Мюнхен, Максимилианштрассе, 17. Фешенебельный отель Vier Jahreszeiten

Об отношениях между Гитлером и Браун известно преимущественно из послевоенных воспоминаний их окружения, о существовании личных записей или писем, которые могли бы пролить свет на эти отношения или роль Евы Браун, неизвестно. За исключением благодарственных и поздравительных писем Гитлер редко вступал в личную переписку. По словам секретаря Кристы Шрёдер, фюрер не писал писем даже в «период борьбы» и считал это проявлением «своей большой силы». Перед самоубийством Гитлер приказал адъютанту Юлиусу Шаубу уничтожить большую часть личной корреспонденции, хранившейся в сейфах в мюнхенской квартире и в Бергхофе. Иоганнес Гёлер, адъютант зятя Евы Браун Германа Фегелейна, в беседе с британским историком Дэвидом Ирвингом также сообщал, что в конце апреля 1945 года он на самолёте Гитлера JU 290 летал из Берлина в Берхтесгаден, чтобы сжечь хранившуюся там личную переписку Гитлера, в том числе несколько сотен писем, собственноручно написанных Евой Браун. В отличие от Гитлера, который в конце войны стремился полностью уничтожить следы своей частной жизни, Ева Браун хотела сохранить в истории свои отношения с фюрером и жизнь рядом с ним. В завещании от 26 октября 1944 года она завещала свой архив сестре Гретль, а за неделю до самоубийства, в последнем письме из Берлина от 23 апреля 1945 года, приказала ей герметично упаковать и закопать все «письма Гитлера» и черновики её ответов ему, уточнив: «Просьба не уничтожать!» Остальную корреспонденцию Евы, «прежде всего деловую переписку», сестре поручалось ликвидировать. Судьба писем Гитлера к Еве Браун неизвестна, по общему мнению эта личная корреспонденция была уничтожена в Бергхофе вместе с прочими документами до того, как туда успела добраться Гретль Браун.
Из архива Евы Браун сохранился лишь отрывок дневника в 22 страницы, описывающий период с 6 февраля по 28 мая 1935 года. Его подлинность подвергается сомнению. В 1967 году Ильза Фукке-Михельс в письменной форме подтвердила Нерину Гану, что документ написан её младшей сестрой Евой. Историк Антон Иоахимсталер исследовал почерк дневника и счёл документ подделкой. Историк Вернер Мазер признавал, что этот дневник раскрывает отношение Гитлера к женщинам лучше, чем их излагают большинство якобы хорошо информированных биографов. Австрийский историк Анна Мария Зигмунд назвала дневник «зеркалом души Евы Браун». Записи, которые Ева Браун вносила в дневник с периодичностью в одну-три недели, в основном касаются стремительных визитов её возлюбленного в Мюнхен.
Из дневника следует, что свой день рождения 6 февраля 1935 года Ева провела в Мюнхене без Гитлера, который через супругу адъютанта Шауба Вильму организовал для неё доставку в магазин Гофмана «цветов и телеграммы». При следующей встрече спустя неделю Гитлер намекнул Еве, что не позволит ей дальше работать у Гофмана и подарит ей «домик». В начале марта, следуя дневнику, Ева великолепно провела с фюрером несколько часов до полуночи, а потом с его разрешения до двух часов ночи развлекалась одна на ежегодном мюнхенском костюмированном городском балу в Немецком театре. Гитлер мог не прощаясь исчезнуть, оставив любовницу страдать в полном недоумении, нетерпеливом, «как на раскалённых углях», ожидании звонка в фотоателье Гофмана и с хрупкой надеждой на приглашение на кофе и ужин. Фюрер мог пробыть в Баварии неделю и так и не позвонить девушке. От супруги Гофмана Ева узнала, что у Гитлера якобы уже появилась для неё замена по имени Валькирия с соответствующей имени внешностью и ревниво признала в дневнике, что та больше соответствует вкусам фюрера. Среди прочих зевак несчастная Ева как-то несколько часов простояла на улице перед отелем Carlton в Швабинге, чтобы, заглушая ревность, увидеть, как Гитлер вручил кинозвезде Анни Ондре букет цветов, поздравил актрису с победой её супруга Макса Шмелинга в отборочном поединке на звание чемпиона мира по боксу и пригласил на ужин. Спустя две недели Ева Браун по официальному приглашению для «мюнхенских друзей Гитлера» присутствовала 31 марта 1935 года на ужине в фешенебельном отеле Vier Jahreszeiten, но чувствовала себя не польщённой, а разочарованной, просидев три часа за столом рядом с фюрером, но так и «не перемолвившись с ним ни словечком». На прощание Гитлер, «как уже бывало», передал ей конверт с деньгами. Похожую сцену в 1938 году наблюдал и Альберт Шпеер: после ужина в Vier Jahreszeiten с бергхофовскими завсегдатаями и партийной верхушкой Гитлер, проходя мимо Евы Браун, в скорее формальной манере передал ей «конверт». Даже спустя несколько десятилетий в разговоре с Иоахимом Фестом Шпеер ужасался таким пренебрежительным отношением фюрера к Еве Браун в стиле американских гангстерских фильмов, не согласовывавшимся с присущими ему «венскими» манерами в общении с дамами.

### Вторая попытка самоубийства
Как следует из дневника Евы Браун, с начала марта и до конца мая 1935 года Гитлер её совсем забросил. Она напрасно надеялась на встречу с возлюбленным или хотя бы весточку от него. 29 апреля она записала в дневнике: «Любовь в данный момент вычеркнута из его программы». Гитлер погрузился в государственные дела и столкнулся с серьёзными проблемами со здоровьем, но Ева восприняла невнимание возлюбленного на свой счёт и 28 мая 1935 года, спустя пять дней после проведённой Гитлеру в «Шарите» операции по удалению полипа на голосовых связках и в преддверии переговоров с британцами по вопросам вооружения, совершила вторую за три года попытку самоубийства. В дневнике Ева записала, что отправила Гитлеру «решающее для себя» письмо и, если не получит на него ответа, примет действительно «мертвецкую» дозу снотворного. Прощальное письмо к Гитлеру не сохранилось, а события этого дня известны только в вольном изложении Нерина Гана со слов Ильзы Браун. Как и в первый раз, она обнаружила сестру вечером «в глубоком беспамятстве», оказала ей первую помощь и вызвала врача. Ильза якобы и обнаружила тогда дневник Евы, из которого во избежание огласки вырвала страницы с записями о решении покончить с жизнью, поэтому установить мотивы этого поступка не представляется возможным. Как пишет Нерин Ган, Ильза сразу заподозрила сестру в инсценировке самоубийства: дневник лежал на видном месте, а Ева приняла только двадцать таблеток фанодорма. В чьих-либо мемуарах этот инцидент не упоминается. Гитлер в этот день находился в Мюнхене и, как свидетельствуют последующие события, узнал о новой попытке суицида Евы Браун и принял меры. По мнению секретаря Гитлера Кристы Шрёдер, Гитлер впустил Еву Браун в свою жизнь только для того, чтобы обезопасить себя «от дальнейших угроз самоубийства» и оградить себя ею «как щитом от притязаний других назойливых дам».
После второй попытки самоубийства обидные упрёки родителей вынудили Еву покинуть отчий дом. Фрица Брауна возмущала не политика Гитлера, а невозможность узаконить его отношения с его дочерью. Отец измучил Еву пренебрежительными высказываниями о её куртизанстве. 9 августа 1935 года Ева Браун покинула отчий дом, чтобы в сопровождении сестры Гретль и пожилой служанки-венгерки поселиться в трёхкомнатной квартире по улице Виденмайерштрассе, 42, в пяти минутах от квартиры Гитлера на Принцрегентенплац. Новое жильё для Евы Браун в знак своего к ней расположения устроил и оплачивал через Гофмана фюрер, который и до этого оказывал любовнице материальную поддержку. Тем не менее, мебель для новой квартиры была приобретена в рассрочку, а бельё и посуду Ева одолжила у матери. Идея поселить Еву с сёстрами принадлежала Гитлеру, пытавшемуся соблюсти мелкобуржуазные приличия. Старшая сестра уже о многом догадывалась и отказалась переехать вместе с Евой, не желая быть замешанной в любовной интриге. Вопреки всем надеждам Евы, Гитлер появлялся в её новой квартире редко. Чтобы не быть узнанным, он всегда приезжал очень поздно, но с большой полицейской охраной, так что избежать всеобщего внимания не удавалось. Фриц Браун не собирался безропотно сносить позор семьи, хотя его супруга уже встала на сторону дочери. Через Гофмана он передал письмо для Гитлера, в котором, извинившись перед рейхсканцлером за обращение по личному вопросу, просил посодействовать возращению дочерей в родительский дом, но Гофман отдал письмо Еве, а та его уничтожила. По официальной же версии Браунов, они узнали о связи Евы с фюрером лишь после её переезда на новую квартиру. В конце августа 1935 года Ева организовала «случайную» встречу и знакомство родителей с Гитлером в трактире «Ламбахский двор» у озера Кимзе. Во избежание публичного скандала с самоубийством любовницы Гитлер позволил Еве Браун приблизиться к себе и даже разрешал ей присутствовать на официальных мероприятиях.
В сентябре 1935 года Ева Браун вместе с семьёй Гофмана и другими сотрудниками его фотоателье впервые побывала на ежегодном имперском съезде НСДАП в Нюрнберге, проходившем под знаком нюрнбергских расовых законов. На съезде были приняты решения о запрете браков с евреями и обязательном арийском происхождении претендентов на государственные должности. По воспоминаниям Эрнста Ганфштенгля, Ева Браун появилась на съезде «скромно», но в «дорогих мехах». Через Гофмана она без хлопот получала дефицитные пригласительные билеты на самые главные мероприятия в программе съезда. Наравне с супругами других видных национал-социалистов Ева Браун, «эта молодая вздорная девица с недовольным взглядом», оказалась на трибуне для почётных гостей, что «повергло в абсолютный шок госпожу Раубаль, госпожу Геббельс и всех этих министерских жён», как после войны вспоминал комендант Бергхофа Герберт Дёринг. Секретарь Гитлера Криста Шрёдер утверждала, что ненавидевшая Еву Браун Ангела Раубаль жаловалась брату на «очень вызывающее» по её мнению поведение девушки в Нюрнберге. Для неё, по словам Юлиуса Шауба, связь брата с Евой Браун стала страшным ударом. Вскоре в феврале 1936 года Ангела Раубаль по просьбе брата без оглашения причин спешно съехала из Бергхофа. Магда Геббельс за взбесившее Гитлера пренебрежительное замечание в адрес Евы Браун поплатилась опалой в рейхсканцелярии, продлившейся несколько месяцев. Критиковать Еву Браун, рискуя навлечь на себя гнев Гитлера, больше никто не решался, и позиции молодой возлюбленной в окружении фюрера стали неуязвимыми.

### В ближайшем окружении фюрера

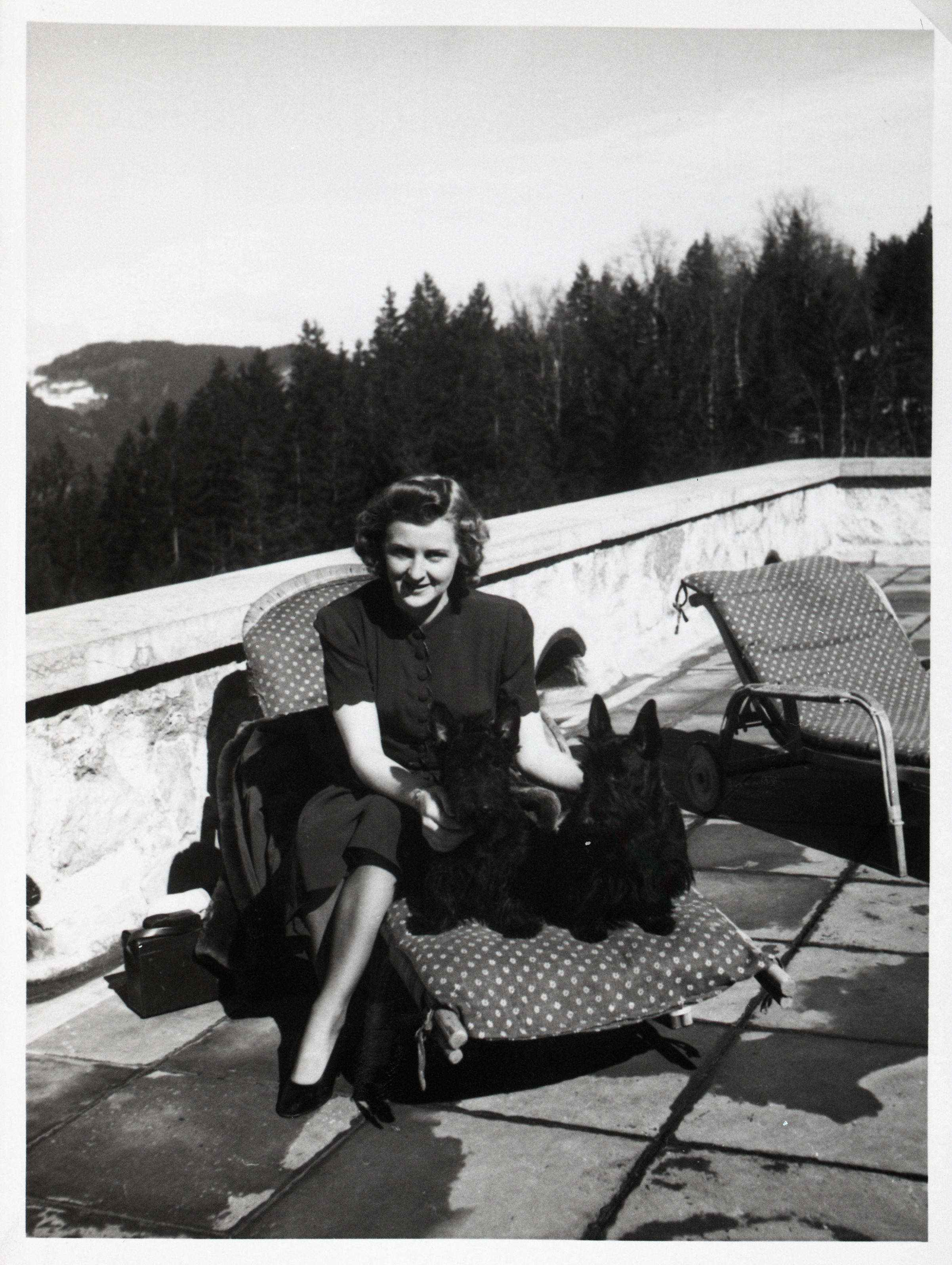
На террасе Бергхофа со скотчтерьерами Негусом и Штази

В конце 1935 года Ева Браун уволилась с работы, а 30 марта 1936 года вместе с сестрой Гретль переехала из трёхкомнатной квартиры в отдельный дом в стиле ар-деко с огороженным садом площадью 800 кв.м, приобретённый Гитлером через Гофмана за 35 тыс. рейхсмарок в застроенном виллами элитном квартале по улице Вассербургер-штрассе в районе Богенхаузен. Ева дважды осмотрела дом перед покупкой и дала на неё своё согласие. 2 сентября 1938 года этот дом был нотариально переоформлен на имя Евы Браун. По соседству с Евой Браун в Богенхаузене находились виллы самого Генриха Гофмана, а также Макса Амана, Генриха Гиммлера, Германа Гислера и Мартина Бормана. Ева обставила виллу с большим вкусом. Интерьер столовой, обставленной мебелью из экзотических пород дерева, спроектировал лично профессор Троост, столовое серебро украшала монограмма Гитлера. Помещения украшали многочисленные художественные произведения: акварель Гитлера «Азамкирхе», портреты Гитлера работы Боненбергера и Книрра, пейзаж работы Бамбергера, полотно кисти ученика Тициана, которое Гитлеру подарил Муссолини, и скульптурный женский портрет, подарок Бормана Еве. Среди прочих ценностей в доме Евы Браун имелся самаркандский ковёр и итальянский или обюссонский гобелен. На вилле имелся даже один из первых телевизоров, подарок Гитлера. По проекту Гитлера дом Евы Браун в 1938 году оборудовали бомбоубежищем, оснащённым вентилятором, насосом для нагнетания воздуха и мощной бронированной дверью. Гитлер подарил Еве скотчтерьеров Негуса и Штази. Гитлер в доме Евы бывал нечасто, но хотя её «славный маленький домик» не стал «любовным гнёздышком», он повышал её статус и самооценку, и настроение Евы изменилось к лучшему. Она стала спокойнее и уравновешеннее и почти оставила переживания, ведь её возлюбленный уже доказал свои чувства к ней. Ева часто устраивала в доме вечеринки и принимала гостей, которые засиживались порой до полуночи. По показаниям Анни Винтер, в отсутствие Гитлера Ева Браун делала всё то, что Гитлер не любил: она ужасно флиртовала с молодыми гостями, танцевала, пила и курила и вообще не имела тормозов. В доме Евы проходили и семейные торжества: отец и дочь не только примирились, но и великолепно теперь ладили, потому что Фриц Браун превратился в поклонника и сторонника Гитлера. Как следует из его послевоенных показаний, он верил в Гитлера до конца, не в партию, а в него. И свою дочь он воспитал так, что, если бы Гитлер был плохим человеком, она бы с ним не связалась. 1 мая 1937 года Фриц Браун вступил в НСДАП, а 8 ноября 1939 года находился в «Бюргербройкеллере», был ранен осколком бомбы, предназначавшейся Георгом Эльзером Гитлеру, числился среди 63 жертв этого покушения, получил спецудостоверение и считался «старым бойцом».
Во время своих нечастых визитов в Берлин Ева поначалу проживала в отеле «Адлон». В начале 1939 года она въехала в квартиру в рейхсканцелярии. Гитлер выделил под её апартаменты примыкавшую к его библиотеке бывшую спальню рейхсканцлера Гинденбурга с камином колоссальных размеров и огромным портретом Бисмарка. Числившаяся секретарём Ева Браун входила в здание рейхсканцелярии через служебный вход, и ей не разрешалось свободно передвигаться там по главным помещениям, где размещались высшие государственные и партийные инстанции. В рейхсканцелярии Еву редко видели рядом с Гитлером, он лишь изредка обедал с ней в библиотеке в присутствии ещё двух секретарш.

### В Бергхофе

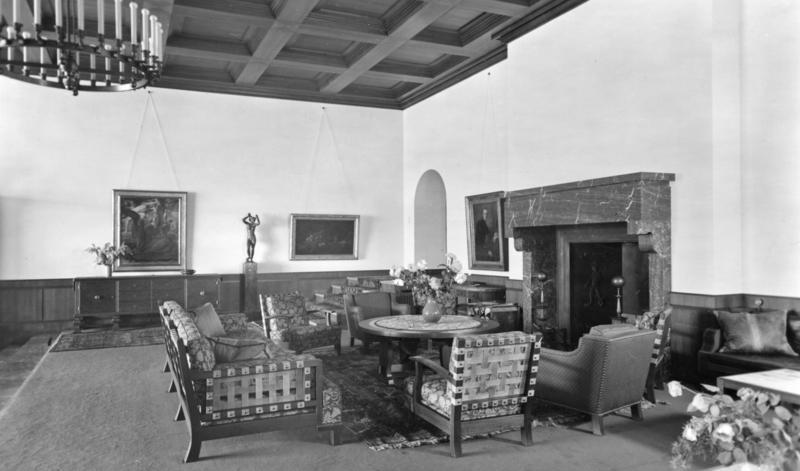
Бергхоф, большой зал с камином. 1936

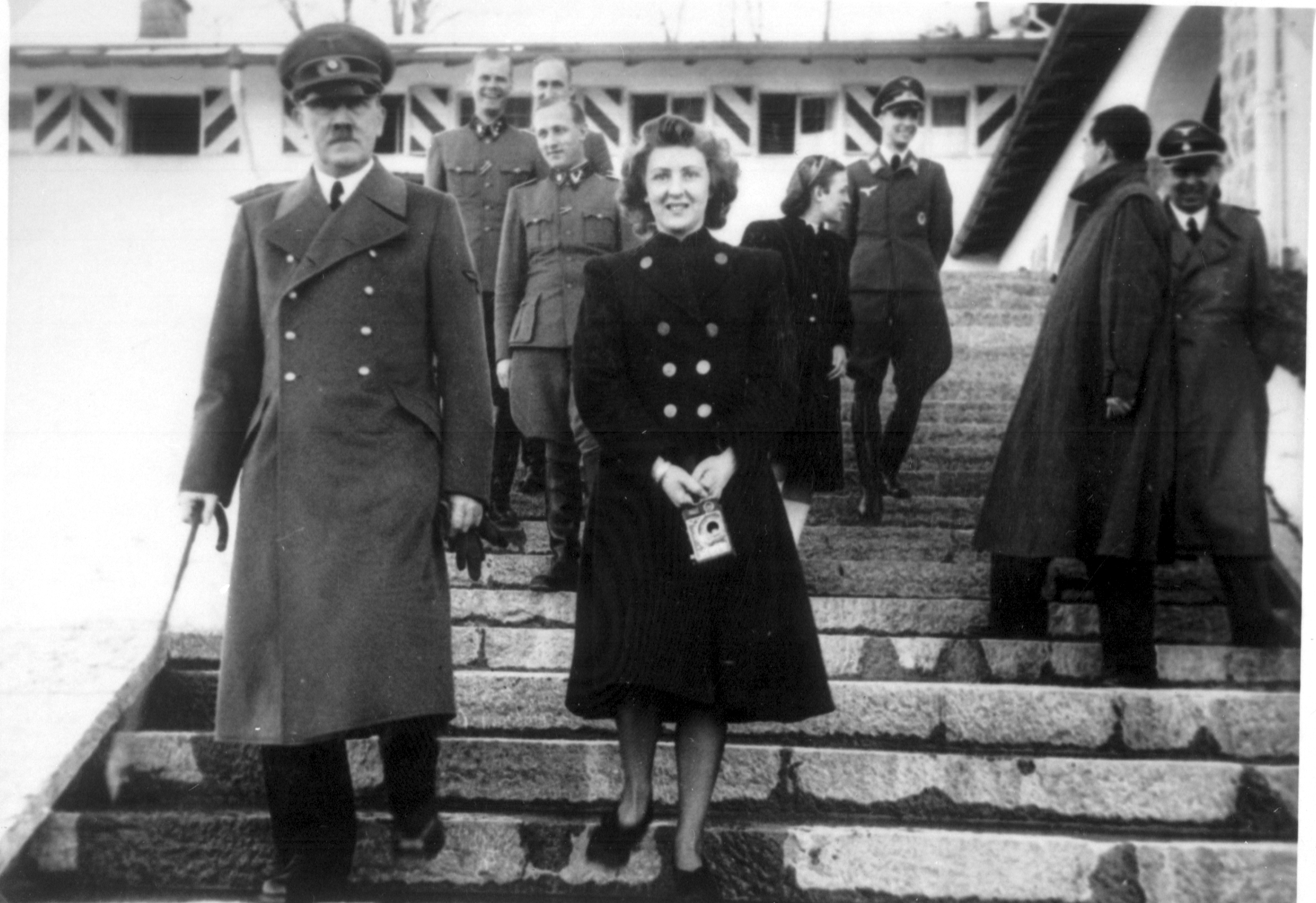
В Бергхофе. 1944

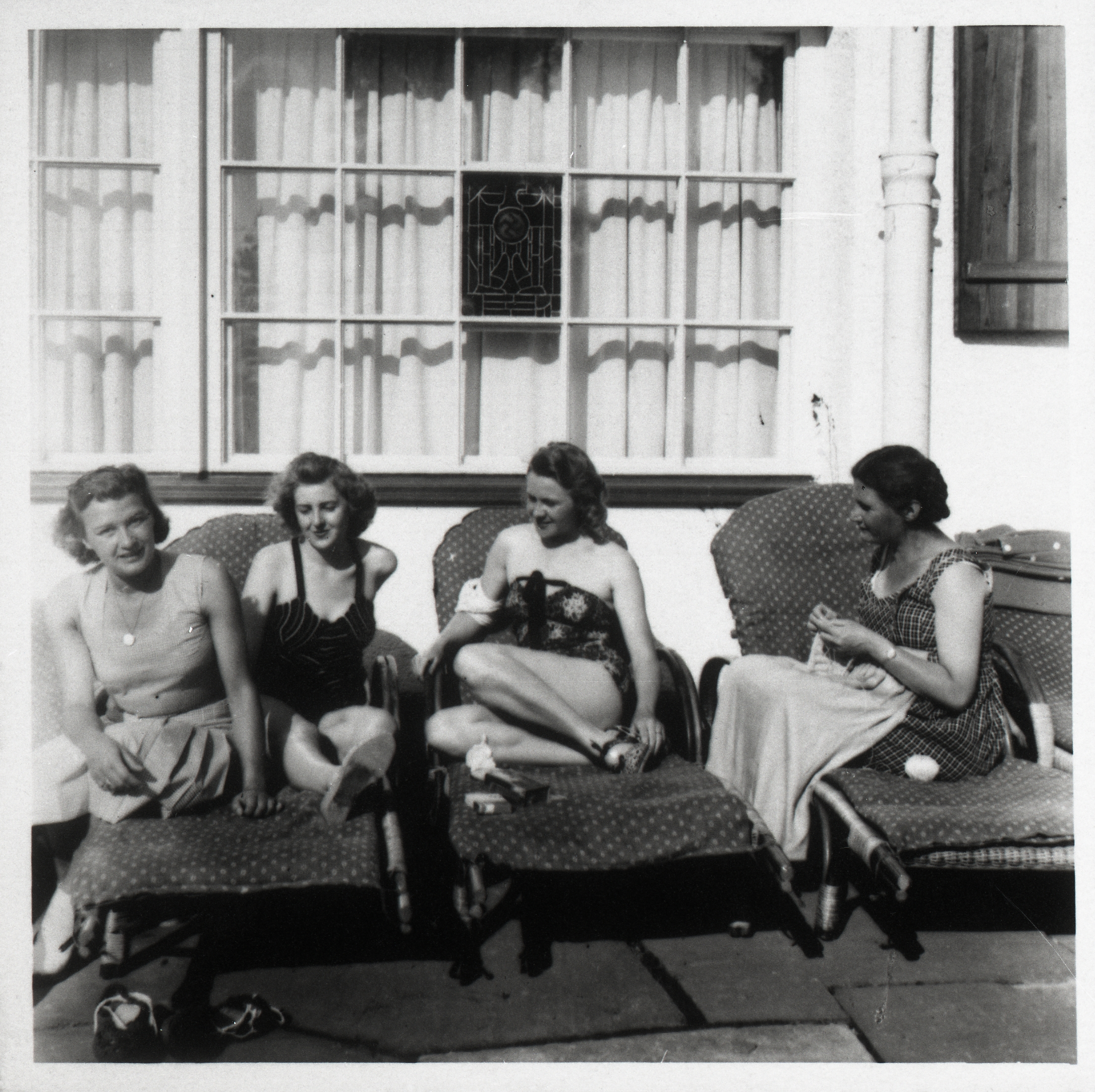
Солнечные ванны на террасе Бергхофа. Слева от Евы Браун подруга детства Герта Остермейер. 1944

Мы непринужденно стояли на террасе, а дамы располагались в плетёных шезлонгах с подушками, обитыми полосатой красно-белой материей. Дамы, как на курорте, подставляли лица солнцу, так как загар был тогда в моде. Облачённая в ливрею обслуга, избранные члены СС из охранного батальона Зеппа Дитриха, с безупречными манерами, которые казались чуть фамильярными, разносила напитки: шампанское, вермут с содовой или фруктовые соки.

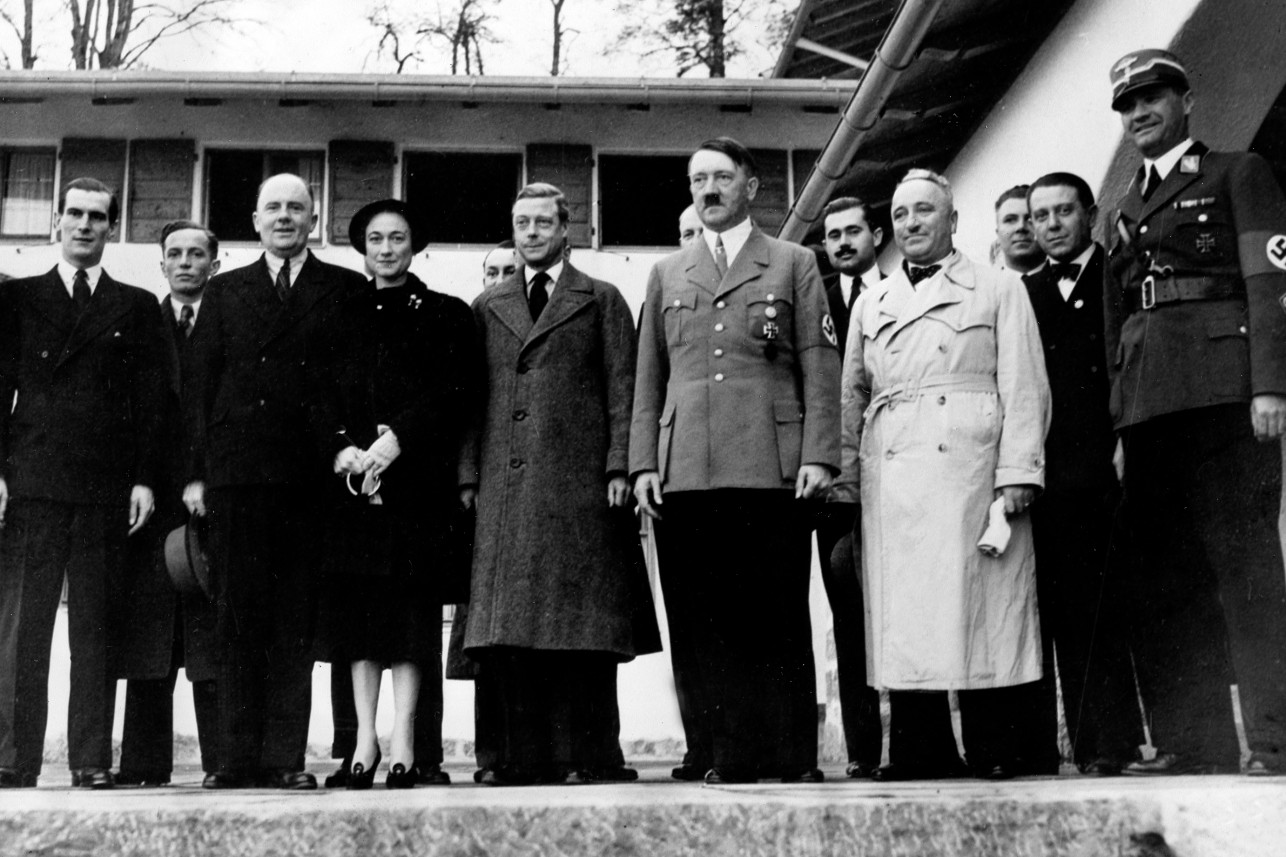
Герцог и герцогиня Виндзорские в Бергхофе. 14 ноября 1937

Вторым домом Евы Браун стал Бергхоф, где Гитлер, хотя и с оговорками, допускал присутствие любовницы в местном обществе на уровне старых товарищей фюрера по партии в статусе «почётной гостьи». Персонал Бергхофа называл её «шефиней» и избегал на людях любого упоминания её имени. Во время политических и военных совещаний в Бергхофе Еве запрещалось появляться в большом зале, на обеды с участием столпов рейха Еву Браун не допускали, визиты иностранных официальных лиц в Бергхофе (Гувера, Хорти, Чемберлена, короля Бориса, Ага-хана, кардинала Пачелли) она пережидала в своей скромно обставленной спальне наверху. Ева очень страдала от запрета присутствовать на встречах Гитлера с высокопоставленными гостями Бергхофа. По поводу страданий Браун от своей анонимности Криста Шрёдер вспоминала, что Ева Браун была очень признательна Герману Фегелейну, женившемуся на её сестре Гретль в 1944 году: «Теперь я кто-то, я — золовка Фегелейна!» Для посторонних посетителей Бергхофа Ева Браун считалась «личным секретарём» и имела соответствующий пропуск в Бергхоф, хотя продолжала состоять в штате фотоателье Гофмана и после 1936 года. Совершив попытку суицида или инсценировав её, Ева Браун, тем не менее, за один год кардинально изменила условия своей жизни с Гитлером в свою пользу.
Неопытная в светской жизни Ева Браун, внезапно воспарившая из безвестности в круг избранных придворных Гитлера, оказалась среди незнакомых ей людей и поначалу испытывала сложности в общении. Супруги гитлеровских бонз отнеслись к ней холодно. Аннелиза фон Риббентроп вообще не замечала Еву Браун и с величественным видом проходила мимо, а та считала её «от рождения несчастной женщиной». В мемуарах Эмми Геринг вспоминала, как мечтала познакомиться с Евой Браун, но Гитлер, якобы державший её в Оберзальцберге «под замком», под различными предлогами так и не позволил состояться этой встрече. К Магде Геббельс Ева Браун резонно ревновала Гитлера, а та отвечала ей презрением и считала себя гораздо умнее и образованнее.
В Оберзальцберге Ева Браун поначалу держала дистанцию с местной публикой, но ей разрешалось приглашать к себе в Бергхоф в гости родных и друзей с семьями. В Бергхофе часто проводили время лучшие подруги Евы с детьми: Герта Шнайдер, урождённая Остермейер, и Марион Тайссен, в замужестве Шёнман, племянница известной оперной певицы Луизы Перард-Пецль, с которой Ева познакомилась через вторую супругу Генриха Гофмана Эрну. Но чаще всех резиденцию буквально захватывало семейство Браун: родителей больше не смущал «аморальный образ жизни» дочери, они давно преисполнились гордости за «как бы зятя», который к ним относился натянуто, но с уважением. Гитлер лично подбирал ей доверенный круг общения. К Еве Браун в Бергхофе приветливо отнеслись чутко улавливавший расстановку сил Альберт Шпеер и его супруга Маргарет. Как и Шпееры, Ева увлекалась спортом, и они брали её иногда с собой на лыжные прогулки. В круг спортивных подруг Евы Браун входила и Анни Брандт, супруга доктора Карла Брандта и 6-кратная чемпионка Германии по плаванию на спине. Герду Борман Ева считала своей подругой и сочувствовала страдавшей в семейной жизни женщине. Секретари Гитлера Траудль Юнге и Криста Шрёдер указывали в числе подруг Евы Браун и молоденькую Марию фон Белов, супругу адъютанта Николауса фон Белова, который в своих мемуарах упомянул, что Гитлер весной 1944 года «неоднократно» благодарил его супругу за «столь любезное отношение к фрейлейн Браун». Близкая дружба связывала Еву с подругой адъютанта Гитлера Вильгельма Брюкнера художницей Софией Шторк.
Как и все дамы в окружении Гитлера, Ева Браун была политически абсолютно наивной: Гитлер в присутствии дам избегал любых политических бесед. Со слов Кристы Шрёдер, Ева Браун часто жаловалась: «Я вообще ничего не знаю, от меня всё держится в тайне!» Со временем и укреплением положения у Евы пропал былой интерес к ораторскому мастерству Гитлера, она признавалась сестре Гретль, что его выступления нагоняют на неё страшную скуку. Она перестала скрывать своё отвращение к любым политическим дискуссиям, презирала национал-социалистические издания для женщин N. S. Frauenbuch и N. S. Frauenwarte, пропагандировавшие образ немецкой женщины.
Бергхофовские подруги Евы Браун входили вместе с матерью Франциской в её личную свиту во время зарубежных поездок в Венецию или Милан. В Вену после аншлюса Австрии Ева Браун в марте 1938 года тоже отправилась отдельно, не с Гитлером и останавливалась в одном с ним отеле «Империал», но в номере через этаж от его. Пока фюрер принимал в отеле австрийских политиков и архиепископа Вены, кардинала Иннитцером, Ева гуляла с матерью по Кернтнерштрассе. Перед своим государственным визитом в Италию опасавшийся покушений Гитлер решил уладить личные дела и написал завещание, в котором отписал всё имущество партии, но позаботился о ближайших родственниках и подчинённых. Первой среди них фюрер упомянул «фрейлейн Еву Браун из Мюнхена», которой назначил на случай своей смерти пожизненное пособие в 1000 марок в месяц, выплачиваемое из фондов НСДАП. Это завещание от 2 мая 1938 года является единственным известным документом, написанным собственноручно Адольфом Гитлером, в котором встречается имя его тогда 26-летней любовницы. В Италию Гитлера сопровождала делегация численностью в пятьсот человек, в которую, по словам переводчика МИД нацистской Германии Пауля Шмидта, входила добрая «половина имперского правительства». Ева Браун в статусе «личного секретаря фюрера» тоже побывала в это время в Риме, но, как всегда, на большом удалении от фюрера и не участвовала в специально подготовленной программе для супруг высокопоставленных германских политиков. По воспоминаниям дипломата и переводчика Ойгена Дольмана, Ева Браун мечтала посмотреть на красивые корабли в Неаполитанском заливе, пожить в шикарном отеле и накупить роскошных вещей. Военно-морской парад в честь Гитлера она наблюдала с палубы одного из небольших кораблей. По словам Дольмана, Ева Браун любила крокодиловую кожу в любых её проявлениях и вернулась с шопинга в отель «в таком виде, словно совершила путешествие на берега реки Конго, а не Тибра». Дольман получил от общения с Евой Браун истинное удовольствие и на неофициальном обеде в непринуждённой атмосфере представил её шефу итальянской полиции Артуро Боккини, который заявил, что «никогда бы не подумал, что у господина Гитлера может быть такой хороший вкус». Помимо Рима Ева побывала ещё на Капри и в Равенне и тщательно задокументировала свои поездки на киноплёнку, а осенью в Бергхофе продемонстрировала Гитлеру свой кинофильм со словами: «Сейчас ты увидишь настоящую Италию». В начале 1939 года Ева Браун с сёстрами и матерью на частном самолёте Гитлера вылетели в Гамбург, откуда на корабле «Роберт Лей» отправились в круиз по норвежским фьордам, организованный «Силой через радость». В марте 1939 года Ева Браун инкогнито побывала вместе с Гитлером в оккупированной Праге. В августе 1939 года ей пришлось прервать поездку на Венецианский кинофестиваль из-за угрозы войны.
Со временем Ева Браун стала своего рода индикатором влиятельности постоянных участников застолий в резиденции фюрера: проводить Еву Браун к её месту за столом слева от Гитлера считалось привилегией, которой с 1938 года пользовался исключительно Мартин Борман, однозначно демонстрировавший таким образом своё доминантное положение в близком окружении фюрера. По мнению Отто Дитриха, именно Мартин Борман заботился о том, чтобы информация об отношениях Гитлера с Браун и её длительном проживании в Бергхофе не просочилась за пределы резиденции. Борман, охранявший личную жизнь фюрера от внешнего мира как государственную тайну, часто выступал посредником в коммуникациях между Гитлером и Евой Браун. По распоряжению Гитлера он решал финансовые проблемы Евы Браун и обеспечивал ей соответствующий уровень жизни. По словам Генриха Гофмана, в годы войны «желания Евы Браун всегда исполнялись через Бормана». Мартин Борман отдавал себе отчёт в том, кем является Ева Браун, и педантично следил за тем, чтобы их взаимоотношения не перетекли в дружеские. Даже если Ева Браун ненавидела Бормана, как после войны утверждали члены семьи Браун и Альберт Шпеер, она никогда не демонстрировала своё отношение к личному секретарю Гитлера открыто и избегала какой-либо конфронтации с ним. По воспоминаниям Эриха Кемпки, и Борман никогда не вступал в открытое противостояние с Браун, но «создавал ей столько трудностей, сколько только было возможно».
В Бергхофе, хорошо охраняемом и отгороженном от посторонних колючей проволокой, в закрытом обществе давних доверенных лиц Гитлер и Ева Браун проживали в непринуждённой почти семейной атмосфере. Он называл её Евочкой (нем. Evechen) и на австрийский манер Чапперль (нем. Tschapperl — «Милая», «Малышка»), она обращалась к Гитлеру, как и все, «мой фюрер», но при этом на «ты» и позволяла себе в ближнем кругу Бергхофа покритиковать его за столом за плохо подобранный к костюму галстук. По словам личного адъютанта Гитлера Фрица Видемана, фюрер чувствовал себя в Оберзальцберге «хозяином в своих владениях» и наслаждался «уютом и какой-то семейной жизнью». Пауль Шмидт, хотя и не входивший в число приближённых Гитлера, наблюдал в 1944 году, как фюрер и Ева держались за руки у камина в большом зале Бергхофа. С исчезновением Ангелы Раубаль Ева Браун освоилась в роли хозяйки «гранд-отеля», как она называла Бергхоф, но ни в коем случае не его домоуправительницы: домашним хозяйством в Бергхофе заведовали супружеские пары сначала Дёринг, затем Миттельштрассер, а по особым случаям, например на Рождество, приглашался домовый интендант Гитлера Артур Канненберг. Иногда Ева вмешивалась в хозяйственные дела, пытаясь внедрить собственные представления, и тем самым нажила себе немало врагов среди обслуги Бергхофа, сотрудников местного штаба Гитлера и некоторых постоянных гостий. По воспоминаниям третьего личного врача Гитлера хирурга Ганскарла фон Хассельбаха в конце 1945 года, Ева Браун в последние годы величала себя «госпожой Бергхофа», пользовалась всеми соответствующими правами, но обязанности при этом игнорировала: весь персонал должен был исполнять её желания, но она совершенно не интересовалась благополучием прислуги.
Ева очень заботилась о своей фигуре и постоянно сидела на диете. Гитлер поддразнивал её: «Когда мы познакомились, ты была такая славная, такая пухленькая, а сейчас ты на сушёную сардину похожа». За день в Бергхофе Ева Браун меняла наряды шесть-семь раз. Учёт своего обширного гардероба Браун, со слов Кристы Шрёдер, вела в специальной книге, а в отдельной папке хранила эскизы и образцы тканей. По воспоминаниям Генриетты фон Ширах, Ева Браун «с невероятно бессмысленным усердием» вела в Бергхофе архивную работу: в стенных шкафах у неё хранились подшивки киножурналов по годам, а на полках в папках размещалась гардеробная картотека, в которой были заведены дела на каждое платье или пальто с указанием места его покупки и цены, приложенным эскизом модели и пометками по поводу туфель, сумки и украшений, с которыми оно надевалось. Костюмы для Евы шились у первоклассных берлинских портных, платья и меха она заказывала из Парижа, а обувь ей доставляли из Флоренции от Ferragamo. В одежде Ева предпочитала тёмные тона и не носила нелепые по её мнению, но модные тогда высокие каблуки. Она обожала драгоценности и обладала обширной коллекцией, на многих фотографиях она предстаёт в полных гарнитурах украшений и часах с бриллиантами. Браун пользовалась французскими духами, ярко красила губы французской помадой и покрывала лицо толстым слоем пудры и не прислушивалась к Гитлеру, который терпеть не мог женщин с «боевым раскрасом» и приводил в пример герцогиню Виндзорскую, которая почти не пользовалась косметикой. У Евы помимо горничной Маргариты Дегенфельдер была личный парикмахер Милла Шелльмозер, и фрейлейн Браун была всегда великолепно причёсана. По мнению Пауля Шмидта, манера одеваться и стиль высокой, стройной и привлекательной Евы Браун были вполне типичными для берлинских окраин.
В Бергхофе Ева Браун вплотную занялась фотографией и киносъёмками. В её распоряжении в Оберзальцберге имелась собственная фотолаборатория и дорогостоящая фототехника: несколько фотоаппаратов, в том числе Agfa и Leica, а также 16-мм киноаппарат Siemens со съёмными объективами и кинопроектор Agfa Movector. Фильмы Евы Браун о повседневной жизни в Обезальцберге — одни из первых цветных кинофильмов, снятых в Германии. Нередко Генрих Гофман выкупал у Евы Браун фотоснимки и цветные киноплёнки из частной жизни в Бергхофе и, по собственному признанию, за немалые деньги. Одна из фоторабот Евы Браун обошлась ему в 1940 году в астрономическую сумму в 20 тыс. рейхсмарок. Ева с юности мечтала сниматься в кино и гордилась удачными ролями в любительских спектаклях, но тогда отец не поддержал этой безумной по его мнению идеи дочери брать уроки пения и учить иностранные языки. Гитлер также был против появлений Евы на сцене или экране, но якобы пообещал ей после победы разрешить поехать в Голливуд и сыграть там историю их с фюрером жизни. А пока Ева отвела себе роль некоего «тайного верховного цензора» в области кинематографии и писала для занятого Гитлера критические отзывы на многие фильмы и спектакли. Для Евы Браун в Бергхофе организовывали просмотры кинофильмов, в том числе американских и даже запрещённых в Германии по идеологическим или финансовым соображениям. Фильм «Унесённые ветром» привёл Еву Браун в полный восторг, она убедила Гитлера тоже посмотреть его. На фюрера произвели впечатление расистские тенденции киноленты, и он дал разрешение на её показ в Германии. Но всё испортил полюбившийся Еве по фильму актёр Кларк Гейбл: в порыве ревности Гитлер отменил своё прежнее решение, сославшись на необходимость экономии валютных средств. Помимо скотчтерьеров Ева держала в Бергхофе снегиря, которого она научила насвистывать определённый мотив. Браун охотно слушала пластинки, ей особенно нравилась трагическая вещь Мими Тома «Я хочу быть твоей подругой жизни». Ева также с увлечением читала журналы и детективные романы.

### В бункере

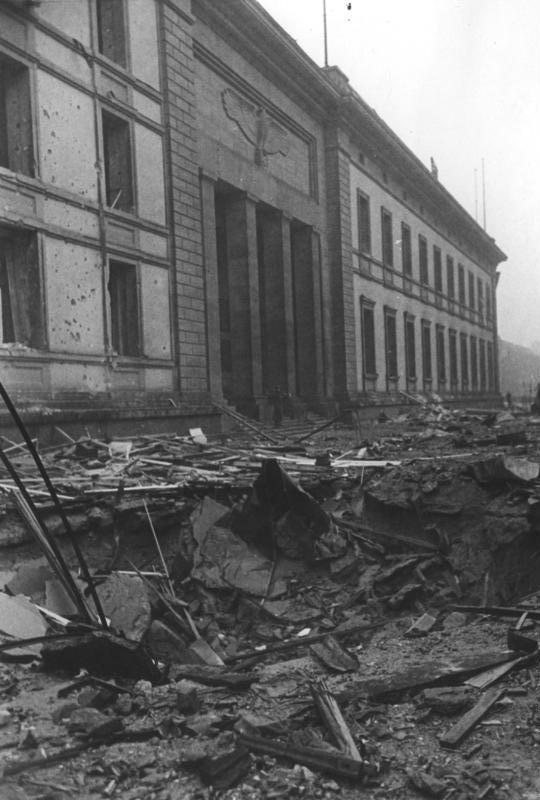
Новая рейхсканцелярия. Февраль 1944

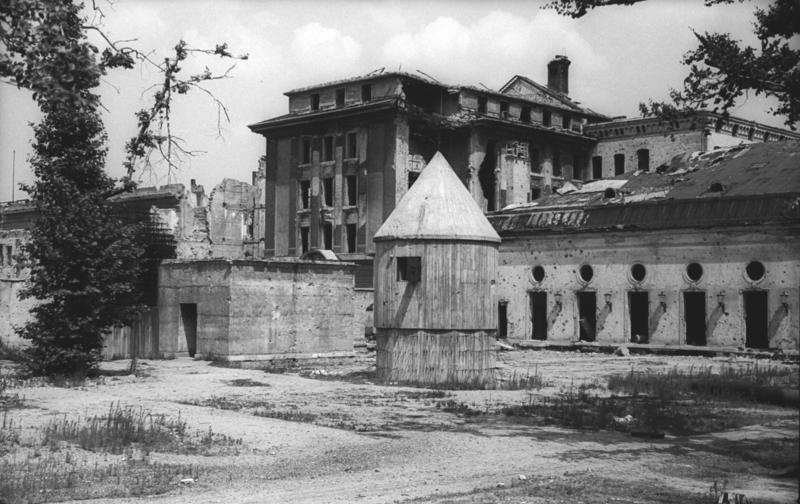
Сад разрушенной рейхсканцелярии со входом в фюрербункер. Июль 1947

В условиях надвигавшейся катастрофы Ева Браун намеревалась остаться с Гитлером в Берлине, как следует из записей Геббельса от 1 февраля 1945 года, чем заслужила одобрение и восхищение фюрера. 7 марта 1945 года Ева Браун вопреки приказу Гитлера оставаться в Бергхофе выехала на курьерском автомобиле из Мюнхена в Берлин. Появления Евы Браун в разрушенном бомбардировками Берлине, где сигнал воздушной тревоги звучал по нескольку раз в день, среди обитателей рейхсканцелярии никто не ожидал. Альберт Шпеер в своих мемуарах позднее написал, что «все, кто вместе с Гитлером поселился в бункерах под рейхсканцелярией, знали, зачем она приехала сюда. Ева Браун не только олицетворяла, но и в действительности была провозвестницей неминуемой гибели». По воспоминаниям Николауса фон Белова, фюрер хотел отправить Еву Браун обратно в Мюнхен и даже поручил Гофману убедить её, но та дала всем ясно понять, что останется рядом с Гитлером и отговорить её невозможно. Со слов Эриха Кемпки, беседовавшего с Браун 26 апреля 1945 года, на предложение Гитлера покинуть Берлин на самолёте она ответила ему: «Я не хочу! Твоя судьба — это моя судьба!». Криста Шрёдер вспоминала, что свой приезд в Берлин Ева Браун объяснила так: «Я приехала, ибо всему прекрасному в своей жизни я обязана шефу». В бункере она разместилась в гардеробной Гитлера, соединявшейся с личной ванной комнатой фюрера, но от его спальни гардеробную отделяли три двери. Ева Браун, как всегда ухоженная, безупречно одетая, приветливая и любезная, полностью включилась в атмосферу бункерной жизни и до последнего момента не позволяла себе никакой слабости. Она не простила предательства дезертировавшему из бункера зятю Герману Фегелейну: по воспоминаниям Кемпки, именно Ева Браун убедила Гитлера не заменять вынесенный Фегелейну смертный приговор отправкой на фронт, ведь Фегелейн и Гиммлер замышляли передать их обоих живыми в руки врага. Сдержанность поведения Евы Браун в бункере в преддверии своего конца вызывала восхищение даже у недолюбливавшей её Кристы Шрёдер.
В бункере Ева Браун тенью следовала за постаревшим, физически и нервно истощённым Гитлером и очень переживала, видя, что её возлюбленный превратился в развалину. Её настроение несколько поднялось в надежде на планировавшуюся 13 апреля операцию по эвакуации ставки в Берхтесгаден, предложенную генерал-полковником Кребсом. В письме Герте Остермейер, датированном 19 апреля, Ева жаловалась на ежедневные бомбёжки. С сигналом воздушной тревоги обитателям бункера приходилось каждый раз вставать и одеваться, поскольку при повреждении водопровода их могло затопить водой. 20 апреля Гитлер в последний раз праздновал свой день рождения, и в бункере собрались почти все высшие военные и гражданские чины нацистской Германии. Ева преподнесла Гитлеру в подарок картину в раме с драгоценными камнями, заранее заказанной у ювелира. Риббентроп воспользовался случаем и отчаянно просил Еву уговорить фюрера покинуть столицу, но она наотрез отказалась разговаривать с Гитлером «на такую щепетильную тему». 22 апреля Гитлер принял окончательное решение остаться в Берлине и ждать своего конца там, и Ева твёрдо решила совершить самоубийство вместе с ним. В бункере Ева сдружилась с секретаршами Траудль Юнге и Гердой Кристиан, в перерывах между бомбёжками они вместе ходили гулять в Тиргартен и брали с собой ощенившуюся Блонди. Последний раз Ева Браун поднялась из бункера на улицу 23 апреля.
В частном завещании Гитлер указал, что в конце своего земного пути решился взять в жёны девушку, которая «спустя долгие годы верной дружбы по собственной воле приехала в почти осаждённый город», чтобы разделить его судьбу. По мнению адъютанта Отто Гюнше, это был жест благодарности фюрера, в иных обстоятельствах он бы не женился на Еве Браун, и она об этом знала. Со слов коменданта Бергхофа Герберта Дёринга, на свадьбе настояла Ева Браун, самому фюреру это было не нужно. Бракосочетание фюрера и Евы Браун состоялось в маленькой приёмной бункера в ночь на 29 апреля 1945 года. Совершить обряд вменили чиновнику управления гауляйтера Берлина Адольфу Вагнеру. Свидетелями выступили Мартин Борман и Йозеф Геббельс, а кроме них присутствовали Магда Геббельс, генералы Бургдорф и Кребс, руководитель гитлерюгенда Аксман, Герда Кристиан и Констанция Манциарли. На церемонию бракосочетания Ева Браун надела своё любимое длинное, наглухо застёгнутое платье из чёрного шёлка, на котором великолепно смотрелись золотая цепочка с подвеской из топаза и золотые часы с бриллиантами. Волосы Браун заколола также бриллиантовой заколкой. На брачном свидетельстве она в первый и последний раз в своей жизни подписалась фамилией мужа. Церемония прошла мимоходом всего за несколько минут, по воспоминаниям Гюнше, никакого празднования по случаю бракосочетания в бункере не было.
Радиограмма от Кейтеля, полученная в бункере в час ночи 30 апреля, не оставила ни малейших надежд на спасение. В 10 часов утра стало известно, что советские войска уже вышли к Вильгельмштрассе. Медлить с уходом из жизни было уже нельзя. После обеда Ева подарила Траудль Юнге на прощание свою шубу из чернобурки. Около трёх часов дня Гитлер с супругой попрощались с приближёнными и обслуживающим персоналом и удалились в кабинет. Вход в приёмную с автоматом наперевес охранял адъютант Отто Гюнше. Гитлеры совершили самоубийство приблизительно в половине четвёртого. Ева отравилась цианистым калием. Надломанную ампулу обнаружили на полу рядом с трупом супруги фюрера на диване. Борман вынес на руках труп Евы из кабинета и передал шофёру Кемпке. Тела фюрера и Евы положили в саду рейхсканцелярии рядом с запасным выходом, облили бензином и подожгли. Когда пламя костра погасло около семи часов вечера, обуглившиеся останки кое-как закопали в воронке от фугасной бомбы, где 5 мая 1945 года их обнаружила и затем передала советской военной администрации группа гвардии старшего лейтенанта А. А. Панасова. Окончательно останки супругов были уничтожены советскими военными властями в апреле 1970 года, до этого они находились в тайной могиле близ Ратенова. Брауны узнали о замужестве и смерти дочери по радио.

## Образ Евы Браун в кино
- «Падение Берлина» (СССР, 1949—1950), режиссёр Михаил Чиаурели, в роли Евы Браун — Мария Новакова.
- «В поисках злодея» (США, 1967), режиссёр Джозеф Кейн, в роли Евы Браун — Анна-Лиза.
- «Освобождение» (СССР, 1968—1972), режиссёр Юрий Озеров, в роли Евы Браун — Ангелика Валлер.
- «Гитлер: Последние десять дней» (Великобритания, Италия; 1973), в роли Евы Браун — Дорис Кунстман.
- «Бункер» (США, 1981), режиссёр Джордж Шефер, в роли Евы Браун — Сьюзан Блэйкли.
- «Молох» (Россия, 1999), режиссёр Александр Сокуров, в роли Евы Браун — Елена Руфанова.
- «Гитлер: Восхождение дьявола» (Канада, США; 2003) режиссёр Кристиан Дюге, в роли Евы Браун — Зои Телфорд.
- «Бункер» (Германия, 2004), режиссёр Оливер Хиршбигель, в роли Евы Браун — Юлиана Кёлер.
- «Гитлер капут!» (Россия, 2008), режиссёр Марюс Вайсберг, в роли Евы Браун — Ксения Собчак.
- «Дорогой друг Гитлер» (Индия, 2011), режиссёр Ракеш Ранджан Кумар, в роли Евы Браун — Неха Дхупия.
- «Фюрер и растлитель[нем.]» (Германия, 2024), режиссёр Йоахим Ланг, в роли Евы Браун — Рафаэла Мёст[нем.]

## Комментарии
1. ↑  По данным Н. Гана[вд], Фриц Браун воевал во Фландрии.
2. ↑  Псевдоним «Вольф» Гитлер использовал давно и часто, особенно в поездках. Причины, по которым Гофман представил Гитлера Еве Браун не под настоящим именем, достоверно не известны. Х. Гёртемакер предполагает, что Гофман мог опасаться истерической реакции юной девушки при виде знаменитости.
3. ↑  В целом Гофман, доверенное лицо и близкий друг Гитлера, явно владел большей информацией о личной жизни фюрера. Х. Гёртемакер предполагает, что Гофман в процессе денацификации, который был прекращён лишь незадолго до его смерти, стремился заретушировать свою политическую роль в нацистской Германии, ведь в 1947 году комиссия по денацификации выдвигала против него обвинения в том, что за счёт связи его подчинённой с Гитлером он усилил своё политическое влияние. Поэтому и вопрос о том, насколько Гофман способствовал зарождению этих отношений, остаётся открытым.
4. ↑  По версии В. Мазера, Гели Раубаль покончила с жизнью именно из-за соперницы Евы Браун.
5. ↑  Домик Вахенфельд в Оберзальцберге был перестроен в резиденцию фюрера Бергхоф в 1936 году.
6. ↑  По сведениям историка С. Ф. Келлерхоффа, Магда Геббельс впала в немилость у Гитлера в конце 1930-х после жалобы на неё Евы Браун: фрау Геббельс не приглашала её на кофепития своей дамской компании в Бергхофе.
7. ↑  Ветхое здание бывшей виллы Евы Браун по современному адресу Дельпштрассе, 12 было снесено в 2015 году.
8. ↑  Имущество Евы Браун тщательно перечислено в её завещании 1944 года.
9. ↑  Лишь однажды Ева Браун уговорила Гитлера представить её герцогине Виндзорской, сопровождавшей супруга во время визита в Бергхоф. История любви короля Великобритании к Уоллис Симпсон, стоившей ему империи, восторгала Еву Браун, которая мечтала, чтобы и её возлюбленный поступился своим имиджем и женился на ней.
10. ↑  Н. Ган уточняет возможные причины такого решения Гитлера: фрау Геринг, считавшая себя «первой дамой нацистской Германии» видела в Еве Браун соперницу и намеренно оскорбила её. Эмми Геринг как-то пригласила к себе на виллу всех бергхофовских дам, даже секретарш и парикмахершу, но в алфавитном списке приглашённых фамилия Браун оказалась почему-то в самом конце. Рассвирепевший Гитлер немедленно позвонил Герингу и запретил его жене даже приближаться к Еве Браун.
11. ↑  Лишь однажды в январе 1943 года Ева Браун воспользовалась своим влиянием на Гитлера, узнав о готовившемся запрете перманента и прекращении производства косметики.
12. ↑  В Италии Ева отдыхала с подругами, сёстрами и матерью каждое лето, и последний раз она провела в Италии более трёх недель в июне-июле 1942 года.
13. ↑  33 сохранившихся фотоальбома Евы Браун после войны достались американцам и ныне хранятся в Национальных архивах в Вашингтоне.
14. ↑  По сведениям Н. Гана, Гитлер в присутствии Гофмана отозвался об этой фотографии: «Отличный снимок, стоит не меньше 20 000 марок». Гофман воспринял эти слова как приказ.
15. ↑  Операцию под кодовым названием «Сераль» отменили после известия о смерти Рузвельта. В фюрербункере надеялись на перемены в США как на чудо Бранденбургского дома.